# Chris Núñez
Chris Núñez (11 april 1973) is een Amerikaans tatoeëerder. Hij is mede-eigenaar van Love Hate Tattoos, een tatoeagewinkel in Miami Beach die bekendheid verwierf door het realityprogramma Miami Ink. Hij is te zien in het programma Ink Master als jurylid of coach.
Núñez, die van Cubaanse origine is, liet zelf zijn eerste tatoeage zetten toen hij zestien jaar was. Hij volgde les aan Chaminade-Madonna College Preparatory, een katholieke school in Hollywood in Florida. Hij woonde ook in Brazilië en Ecuador en spreekt vloeiend Spaans en Portugees. Naast zijn televisiewerk en zijn werk als tatoeëerder is Núñez mede-eigenaar van DeVille USA, een modeketen gevestigd in Miami, en Love Hate Lounge, een nachtclub, eveneens in Miami. Hij baat deze ondernemingen uit samen met Ami James.